# Trentepohlia longifusa
Trentepohlia longifusa är en tvåvingeart som först beskrevs av Alexander 1913.  Trentepohlia longifusa ingår i släktet Trentepohlia och familjen småharkrankar. Inga underarter finns listade i Catalogue of Life.